# Ernst Stahl (Architekt)
Ernst Stahl (* 14. Januar 1882 in Cannstatt; † 14. Juli 1957 in Düsseldorf) war ein deutscher Architekt, Heimatforscher und Heimatschützer. Er entwarf die „Muster-Jugendherbergen“ für die Rheinprovinz.

## Leben
Ernst Stahl studierte Architektur an der Technischen Hochschule Stuttgart, zu seinen Lehrern gehörten dort Theodor Fischer und Paul Bonatz. Außerdem studierte er Kunstgeschichte an der Rheinischen Friedrich-Wilhelms-Universität Bonn. Er wurde Assistent bei Paul Clemen, dem Provinzialkonservator der Rheinprovinz. In Trier arbeitete er ab 1910 mit dem Diözesanbaumeister Ernst Brand zusammen.

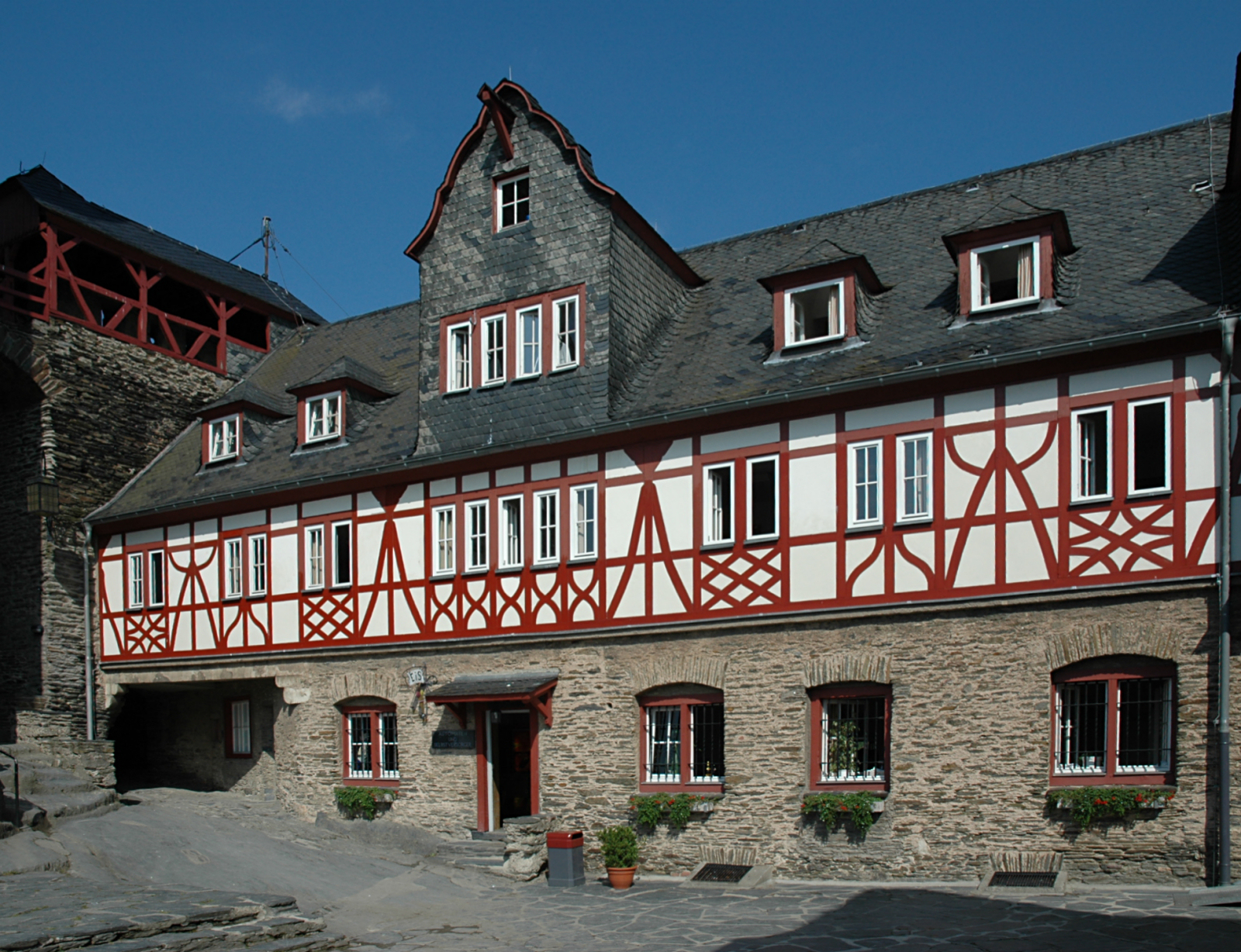
Das Langhaus der Burg Stahleck entstand in den Jahren 1925/1926 nach Plänen Stahls und diente als Jugendherberge.

Von 1911 bis 1939 war Stahl als freier Architekt in Düsseldorf-Oberkassel tätig, wo er zahlreiche Wohngebäude plante. Ab 1911 war er außerdem leitender Architekt der Rheinischen Bauberatungsstelle. Im Dienste des Provinzialkonservators war er mit dem Wiederaufbau bzw. der Restaurierung der rheinischen Burgen Eltz, Freusburg, Thurant, Stahleck, Monschau, Blankenheim und Burg beauftragt.
Stahl arbeitete ab den 1920er Jahren für das Rheinische Jugendherbergswerk. In etlichen der von ihm baulich betreuten Burgen, in Stahleck, Freusburg, Monschau, Blankenheim und Burg, wurden Jugendherbergen eingerichtet, wobei Stahl als Berater fungierte. Für die Ausstellung GeSoLei in Düsseldorf plante er die Musterjugendherberge, die später in Teilen nach Adenau transloziert und dort vervollständigt wurde. Bis 1933 plante er beinahe alle Jugendherbergen, die vom Landesverband Rheinland des Deutschen Jugendherbergswerks neu errichtet wurden.
In den Jahren 1940 und 1941 war er Bauleiter in Wiesbaden, danach war er bis 1942 für den Reichsautobahnbau in München tätig. 1943 und 1944 arbeitete er für die Stadtverwaltung in Krakau. Nach dem Ende des Zweiten Weltkriegs ließ er sich als freier Architekt in Düsseldorf nieder. Er baute die Jugendherbergen Blankenheim, Gemünd, Hellenthal, Prüm und zum Teil auch Kleve wieder auf.

## Die „Muster-Jugendherbergen“
Bald nach der Jahrhundertwende wurde mit dem systematischen Ausbau von Jugendheimen und Jugendherbergen in der Rheinprovinz begonnen; von etwa 17 Jugendherbergen im Jahr 1911 stieg die Zahl rasch auf über 2000 Herbergen im Jahr 1928 an, die rund 4 Millionen Übernachtungen verzeichneten. Der Ausbau romantischer alter Bauwerke wie etwa der Burg Altena, die zum Sitz der ersten ständigen Jugendherberge der Welt werden sollte, wurde dabei zunächst bevorzugt, doch wurden auch Neubauten in Burgform erstellt.
Nachdem Richard Schirrmann die baulichen Leitvorstellungen für Jugendherbergen zusammengestellt hatte und damit eine Richtlinie für die Gestaltung von Jugendherbergen gegeben war, beschloss man Mitte der 1920er Jahre, eine Wanderstrecke in der Eifel anzulegen, die mit Musterjugendherbergen ausgestattet sein sollte. Stahl konzipierte daraufhin 1926 die Muster-Jugendherberge, nach deren Vorbild dann zahlreiche Jugendherbergen errichtet wurden. Zu diesen Bauten gehörte auch die Jugendherberge Altenahr, die am nördlichen Ende der Eifel-Wanderstrecke gebaut und am 24. Juni 1927 eröffnet wurde.
Im selben Jahr wurde auch die auf der GeSoLei vorgestellte Muster-Jugendherberge in Adenau aufgebaut. Auf der Ausstellung war nur das untere Geschoss in dem Zustand gezeigt worden, in dem es später auch genutzt wurde. Das obere Geschoss hatte in Düsseldorf eine Ausstellung über das ganze deutsche Jugendherbergswesen beherbergt. Der Balkenfachwerkbau wurde in Adenau auf ein massives Sockelgeschoss aus Bruchstein gestellt und erhielt eine zweiläufige Freitreppe, die ins Innere des Erdgeschosses führte. Das erste Geschoss wurde verputzt, das zweite erhielt eine Holzverkleidung. Ein Mittelrisalit an der Frontseite und ein von Giebeln durchbrochenes Walmdach lockerten ebenso wie die unterschiedliche Fassadengestaltung der einzelnen Geschosse das Bauwerk auf.
Die Innenräume erhielten eine möglichst praktische, dauerhafte und dabei kostengünstige Einrichtung, z. B. eigens von Stahl entworfene Waschbecken aus einem braunen, kaum zu beschädigenden Material sowie Bänke zum Aufklappen, in denen Gepäck untergebracht werden konnte. Beheizt wurde das Haus durch eine Kombination aus Herd und Kachelofen.
Die Herberge in Adenau, die am 29. September 1927 eröffnet wurde, bot in den Anfangsjahren 60 Übernachtungsplätze, wurde aber nach elf Jahren durch einen seitlichen Anbau erweitert und enthielt danach in 13 Schlafräumen 110 Betten. Dazu kamen drei große Tagesräume, ein Lese- und Schreibzimmer, eine Küche für Selbstversorger, fünf Waschräume und als Außenanlagen ein Spielplatz und eine Liegewiese. Sie wurde im letzten Jahr des Zweiten Weltkriegs als Lazarett genutzt, danach von einer britischen Luftwaffeneinheit übernommen und 1955 wieder in eine Herberge zurückverwandelt, wobei umfangreiche Instandsetzungs- und Modernisierungsmaßnahmen ergriffen wurden. In den 1970er Jahren wurde das baufällig gewordene Gebäude ersatzlos abgerissen.
Die Altenahrer Jugendherberge, ein Bauwerk des Heimatstils, besaß ebenfalls einen Bruchsteinsockel und einen Risalit samt Freitreppe, doch anders als in Adenau wurde auch ein Teil des Erdgeschosses aus Bruchsteinen gemauert. Außerdem war diese Jugendherberge mit einem Satteldach versehen, das sehr tief herabgezogen war. Durch den Ausbau der Dachgeschosse konnten in Altenahr genau wie in Adenau drei Etagen genutzt werden. Auch in Altenahr fand sich die Kachelofen-Herd-Heizung und die Ausstattung mit den aufklappbaren Wandbänken sowie den eigens entworfenen Waschbecken. Die Beleuchtungskörper wurden vom Düsseldorfer Steinmetz Karl Moog (* 1885) geschaffen.

## Nachlass
Im Archiv des Europäischen Burgeninstituts in Braubach befinden sich etwa 60 Pläne Ernst Stahls, die die Rekonstruktion und Sicherung der Luziuskirche in Essen-Werden betreffen.